# ギター協奏曲
ギター協奏曲（ギターきょうそうきょく）は、一般に、ギターとオーケストラのための独奏協奏曲をいう。
ギターがクラシック音楽の中で合奏楽器としてあまり使われてこず、独奏楽器としてもオリジナル作品が少なかったことや、ギターがオーケストラと競演するには音量が小さいことが原因しているのか、19世紀までの作品は少ない。しかし20世紀に入って多くの作品が作られるようになった。

## 主な作曲家と作品
- マウロ・ジュリアーニ：『ギター協奏曲第1番イ長調 作品30』『ギター協奏曲第2番イ長調 作品36』『ギター（テルツギター）協奏曲第3番ヘ長調 作品70』
- ホアキン・ロドリーゴ：『アランフエス協奏曲』『ある貴紳のための幻想曲』『ある宴のための協奏曲』『4つのギターのための「アンダルシア協奏曲」』『2つのギターのための「マドリガル協奏曲」』
- エイトル・ヴィラ＝ロボス：『ギター協奏曲』
- マヌエル・ポンセ：『南の協奏曲』
- マリオ・カステルヌオーヴォ＝テデスコ：『ギター協奏曲第1番ニ長調』『ギター協奏曲第2番ハ長調』『2つのギターのための協奏曲ト長調』『セレナーデ』
- フランコ・マルゴーラ：『ギター小協奏曲』『ギター協奏曲第2番』
- レノックス・バークリー：『ギター協奏曲』
- マルコム・アーノルド：『ギター協奏曲』『セレナーデ』
- フェデリコ・モレーノ・トローバ：『カスティーリャ協奏曲』『セギディーリャへの讃歌』『ギターと弦楽のためのソナチネ』『ギターと弦楽のための2つの間奏曲』『2つのギターのための小協奏曲「3つの夜想曲」』『2つのギターのための「マドリードの門」』
- セレドニオ・ロメロ&フェデリコ・モレーノ・トローバ：『マラガ協奏曲』
- マヌエル・パラウ：『レバント協奏曲』
- サルバドール・バカリッセ：『ギター小協奏曲イ短調』
- エルネスト・アルフテル：『ギター協奏曲』
- フランシスコ・デ・マディナ：『4つのギターのための「バスク協奏曲」』
- アレクサンデル・タンスマン：『ギター小協奏曲』
- ハラルド・ゲンツマー：『ギター協奏曲』
- エーベルハルト・ヴェルディン：『ギターとフルートのための小協奏曲』
- エルランド・フォン・コック：『ギター協奏曲』
- ジェルメーヌ・タイユフェール：『2つのギターのための協奏曲』
- ジャン・フランセ：『ギター協奏曲』
- ハダメス・ジナタリ：『ギター協奏曲第3番「コパカパーナ」』『ギター協奏曲第4番「ブラジル風」』
- アラン・ホヴァネス：『ギター協奏曲第1番』『ギター協奏曲第2番』
- エルマー・バーンスタイン：『ギター協奏曲「2人のクリストファーのために」』
- アストル・ピアソラ：『ギターとバンドネオンのための二重協奏曲』
- ヘルベルト・バウマン：『ギター協奏曲』
- ハウレス・ラマルケ＝ポンス：『冬の協奏曲』
- ステファン・ドッジソン：『ギター協奏曲第1番』『ヴァイオリンとギターのための二重協奏曲』
- ラロ・シフリン：『ギター協奏曲』
- アントン・ガルシア・アブリル：『ムデハル協奏曲』『アゲディアーノ協奏曲』
- レオナルド・バラダ：『ギターと管弦楽のための「コンチェルト・マジコ」』『4つのギターのための協奏曲』
- ハーバート・チャッペル：『カリブ風協奏曲』
- レオ・ブローウェル：『哀愁の協奏曲』『トロント協奏曲』『ヘルシンキ協奏曲』『ヴォロス協奏曲』
- カルロ・ドメニコーニ：『地中海協奏曲』
- リチャード・ハーヴェイ：『古風な協奏曲』
- スティーヴ・グレイ：『ギター協奏曲』
- クリストファー・ラウズ：『ガウディ協奏曲』
- エドゥアルド・アングロ：『ギター協奏曲第1番』『ギター協奏曲第2番』『鳥たち』
- セルジオ・アサド：『幻想協奏曲』『4つのギターのための「インターチェンジ」』『2つのギターとヴァイオリンのための「コンセルト・オリジニス」』
- 林光：『ギター協奏曲「北の帆船」』
- 野田暉行:『ギター協奏曲』『ギターと弦楽オーケストラのための「アドリア狂詩曲」』
- 吉松隆：『ギター協奏曲「天馬効果」』
- 武満徹：『夢の縁へ』『虹へ向かって、パルマ』（ギター、オーボエ・ダモーレとオーケストラのための）
- 藤家渓子：『ギター協奏曲第1番』『ギター協奏曲第2番「恋すてふ」』
- 坂東祐大：『ギター協奏曲』[1]